# De kleine prins (hoorspel)
De kleine prins is een hoorspel naar het gelijknamige boek (1943) van  Antoine de Saint-Exupéry. In een vertaling van Laetitia de Beaufort-van Hamel en een bewerking van Jan Apon zond de AVRO het uit op 9 juni 1968, van 21.15 uur tot 22.30 uur. De muziek was van Else van Epen-de Groot, uitgevoerd door het Promenade Orkest onder leiding van Gijsbert Nieuwland. De spelleiding had Kommer Kleijn.

## Rolbezetting
- Els Buitendijk (de kleine prins)
- Paul van der Lek (de man)
- Fé Sciarone (de bloem)
- Willy Ruys (de koning)
- Huib Orizand (de ijdeltuit & de koopman)
- Jan Apon (de dronkaard & wisselwachter)
- Jan Borkus (de zakenman)
- Dick Top (de lantaarnopsteker)
- Frans Somers (de aardrijkskundige)
- Corry van der Linden (de slang)
- Trudy Libosan (de kleine bloem)
- Hans Veerman (de vos)

## Inhoud